# Battaglia di Nauplia (1770)
La battaglia di Nauplia (27-28 maggio 1770) fu combattuta, nell'ambito della guerra russo-turca (1768-1774), fra l'Impero russo e l'Impero ottomano. Lo scontro avvenne presso Nauplia, nel Golfo Argolico, nell'attuale Grecia.

## La battaglia
John Elphinstone, comandante navale britannico al servizio della Russia, era giunto a Capo Matapan, nella Grecia meridionale, il 20 maggio 1770 provenendo da Portsmouth e sbarcò le sue truppe il 22 maggio a Rupino. Vedendo che la flotta ottomana si era divisa in due, decise di attaccare. Dopo aver attaccato con un tempo pessimo, avvistò altre navi ottomane di rinforzo. Pur essendo superiore di numero rispetto ai nemici il contrammiraglio inglese si decise a proseguire nello scontro, favorito da un vento proveniente da SSE. Poco dopo le 17:00 la Ne tron menya attaccò la nave ammiraglia ottomana e la Saratov attaccò le navi del vice e del contrammiraglio ottomani. La Nadezhda venne anch'essa impiegata nell'azione. Elphinston, a bordo della Svyatoslav, vide lentamente la flotta nemica ritirarsi.
Il 28 maggio, poco dopo le 12:00 la flotta ottomana si ancorò in linea a Nauplia, coperta dal fuoco delle batterie terrestri. Alle 15:00 Elphinston decise di attaccare, ma riuscì a sortire ben poco effetto sui nemici.
Il 30 maggio, gli ottomani iniziarono a spostarsi nuovamente, e per contro alcuni capitani navali russi insistettero col non proseguire l'inseguimento per l'inferiorità numerica. Elphinston dovette rinunciare all'impresa e nella sera del 31 maggio gli ottomani si ancorarono nuovamente.